# Стара стена
„Стара стена“ е много къса улица, заета от малък пазар, в квартал Лозенец в София, България. Улицата има дължина около 90 m и свързва улица „Яворец“ с булевард „Христо Смирненски“.
Дължи името си на разположен в средата на улицата османски архитектурен паметник от 16 век, около която е разположен пазарът, наричан неточно Римската стена.